# Deluz
Deluz ist eine französische Gemeinde mit 627 Einwohnern (Stand: 1. Januar 2022) im Département Doubs in der Region Bourgogne-Franche-Comté. Sie gehört zum Arrondissement Besançon und ist Mitglied im Gemeindeverband Grand Besançon Métropole. Die Bewohner werden Deluziens und Deluziennes genannt.

## Geographie
Deluz liegt auf 262 m, etwa 15 Kilometer ostnordöstlich der Stadt Besançon (Luftlinie). Das Dorf erstreckt sich im Doubstal auf der rechten nördlichen Seite des Flusses, in den äußersten nordwestlichen Höhenzügen des Juras, zwischen der Montagne Notre-Dame d’Aigremont im Norden und der Côte du Mont im Süden.
Die Fläche des 8,03 km² großen Gemeindegebiets umfasst einen Abschnitt des Doubstals. Der Doubs fließt hier mit mehreren Windungen durch eine meist rund 500 m breite flache Talaue nach Westen und wird vom Rhein-Rhône-Kanal begleitet. Das Tal ist tief eingeschnitten zwischen zwei Höhenzügen des Systems der Jura-Randkette, die in geologisch-tektonischer Hinsicht Antiklinalen bilden. Durch die Erosionskraft des Flusses wurden Teile dieser Antiklinalen abgetragen, so dass steile, von Felswänden gekrönte Hänge entstanden. Im Norden wird das Doubstal vom bewaldeten Höhenzug der Montagne Notre-Dame d’Aigremont (bis 490 m) flankiert. Nördlich davon reicht der Gemeindeboden bis in die Längsmulde von Les Longeaux. Nach Süden erstreckt sich das Gemeindeareal über einen steilen Waldhang bis auf den Kamm der Côte du Mont, welche das Tal vom angrenzenden ersten Juraplateau trennt. Mit 581 m wird auf der Höhe der Côte die höchste Erhebung von Deluz erreicht.
Zu Deluz gehört der Weiler Les Longeaux Dessus (320 m) in der Längsmulde am Nordfuß der Montagne Notre-Dame d’Aigremont. Nachbargemeinden von Deluz sind 
- Pouligney-Lusans und Roulans im Norden,
- Laissey und Champlive im Osten,
- Osse und Vaire-Arcier im Süden,
- Vaire im Westen,
- Amagney im Westen.

## Geschichte
Verschiedene Funde weisen darauf hin, dass das Gemeindegebiet von Deluz bereits während der gallorömischen und der Merowingerzeit (Gräberfelder) besiedelt war. Im Mittelalter gehörte Deluz zur Herrschaft Roulans. Zusammen mit der Franche-Comté gelangte das Dorf mit dem Frieden von Nimwegen 1678 definitiv an Frankreich. Dank der Wasserkraft des Doubs siedelte sich im Tal schon früh Industrie an. In der Gegend wurde Eisenerz abgebaut und hier verhüttet. Die Papierfabrik von Deluz beschäftigte Ende des 19. Jahrhunderts zeitweise mehr als 450 Arbeiter und brachte dem Dorf einen wirtschaftlichen Aufschwung.

## Sehenswürdigkeiten

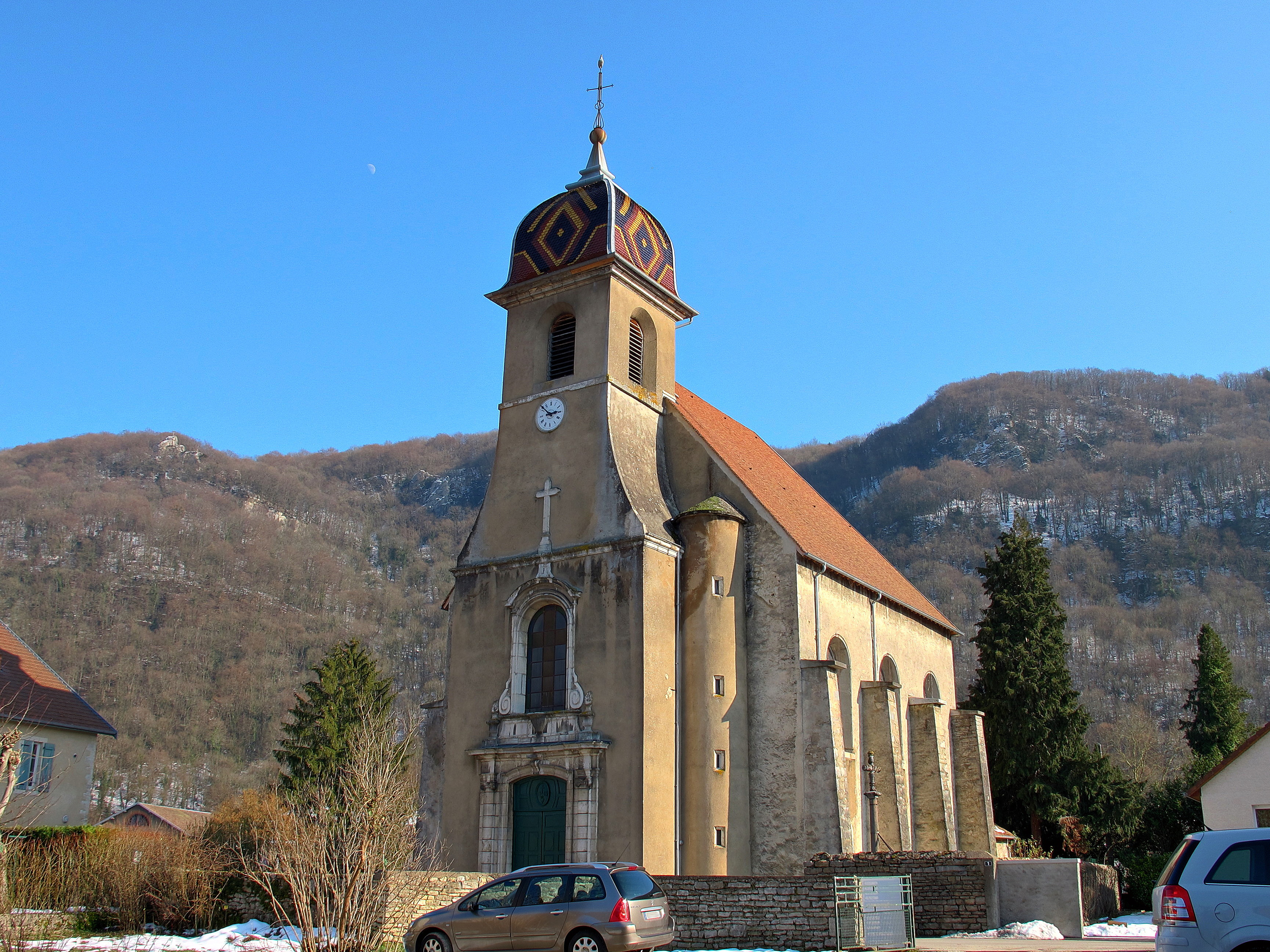
Kirche St. Martin

Die dreischiffige Dorfkirche St. Martin wurde 1736 an der Stelle eines früheren Gotteshauses errichtet und besitzt eine reiche Ausstattung. Auf dem Hügel oberhalb des Dorfes steht die 1872 erbaute Chapelle de Montoille.

## Bevölkerung
| Jahr                       | 1962 | 1968 | 1975 | 1982 | 1990 | 1999 | 2006 | 2018 |
| Einwohner                  | 648  | 646  | 562  | 706  | 692  | 693  | 660  | 615  |
| Quellen: Cassini und INSEE |      |      |      |      |      |      |      |      |

Mit 627 Einwohnern (Stand 1. Januar 2022) gehört Deluz zu den kleinen Gemeinden des Départements Doubs. Nachdem die Einwohnerzahl in der ersten Hälfte des 20. Jahrhunderts deutlich abgenommen hatte (1911 wurden noch 1032 Personen gezählt), wurden seit Beginn der 1950er Jahre insgesamt nur noch relativ geringe Schwankungen verzeichnet.

## Wirtschaft und Infrastruktur
Deluz war schon seit dem ausgehenden 18. Jahrhundert ein durch das wasserabhängige Gewerbe geprägtes Dorf. Heute gibt es eine Papierfabrik und verschiedene Betriebe des lokalen Kleingewerbes und des Einzelhandels. Mittlerweile hat sich das Dorf auch zu einer Wohngemeinde gewandelt. Viele Erwerbstätige sind deshalb Wegpendler, die in der Agglomeration Besançon ihrer Arbeit nachgehen.
Die Ortschaft liegt abseits der größeren Durchgangsstraßen an einer Departementsstraße, die von Vaire-le-Petit nach Laissey führt. Der nächste Anschluss an die Autobahn A36 befindet sich in einer Entfernung von ungefähr 15 Kilometern. Deluz besitzt einen Bahnhof an der Eisenbahnstrecke Dole–Besançon–Belfort.